# Успение Богородично (Долно Корминяне)
„Успение Богородично“ или „Света Богородица“ (на сръбски: Црква Свете Богородице) е възрожденска православна църква в гнилянското село Долно Корминяне, Косово. Част е от Рашко-Призренската епархия на Сръбската православна църква.

## История
Архитектурата е типична за районаза XVIII век. Църквата е изписана цялостно със стенописи в 1870 година.
В 2000 година църквата е обявена за паметник на културата.

## Описание
Църквата е еднокорабен храм, иззидан от камъни с неправилна форма. Представлява еднокорабна, с три стъпала вкопана в земята базилика. Олтарът има полукръгла апсида и още две малки ниши – проскомидия и диаконикон. Отвън апсидата има три плитки ниши в средата. На южната страна на наоса има трем, затворен от запад и изток, който в миналото е бил напълно затворен. На северната и южната стена на наоса има характерни извити арки.
Живописци на храма са видният дебърски майстор Аврам Дичов и зографите Зафир, Тодор и Спиро, който е вероятно починалият млад брат на Аврам Спиридон Дичов. За това свидетелстват два надписа от двете страни на южния вход. На южната фасада, над ниската врата има люнета с изображение на Успение Богородично, под което пише:
| „ | Иждивенїе и поспѣшениїемъ Престыѧ Бци зографисасѧ во лето на. 1870: сопо тружденїе селски кормїаници первий. бистъ. Станко. Пауновъ. Георгїѧ Денїнъ: епїтро: пи биша Ілиѧ Степанъ. Риста Івановъ. и папа Иѡанъ. Риста Цветковъ. Станко Стѧнъ Стойко Цветко. Риста Петковъ: Стойко Богданъ. Ѧнко Милошъ. Стоѧнъ Стико. Денча Станоѧ. Зографъ Авраам Дичовъ ѝ дружинахъ его Зафиръ. ѝ Тодоръ Спиро: мсцъ маїа ... Тресонче Деборску державу. | “ |

От другата страна на входа, на южната стена във вътрешността на храма и съкратен вариант на надписа, в който има само данни за зографите и дата на завършването на работата:
| „ | Исписасѧ сей храмъ Престыѧ Бца волето на: 1870: во месецъ маїа во денъ: 10: зографъ Авраамъ Дичов й дружїнахъ его. Зафйръ. Тодоръ. ї Спиро ѿ Деборску державу ѿ село Тресанче. | “ |